# エイザンスミレ
エイザンスミレ（叡山菫、胡菫草、学名：Viola eizanensis (Makino) Makino）は、スミレ科スミレ属に分類される多年草の1種。種小名のeizanensisは比叡山を意味し、和名は比叡山に生育するスミレであることに由来する。別名がエゾスミレ。ヒゴスミレと同様に葉に大きな切れ込みがある複葉性のスミレ。花色と草姿が良いことから山野草の園芸品として利用されている。

## 特徴
草丈は5-15 cm。地下茎は短い。葉は長さ3-5 cm、3つに深裂し、各裂片には柄があり、側裂片は柄の基部から少し離れた所でさらに2回分かれ鳥足状になる。花の後に出る夏の3小葉からなり、各小葉は披針形で、葉は15-25 cmと大きく、3つに深烈し粗い欠刻状の鋸歯がある。無茎性で、葉の間から花茎を出す。花は直径2-2.8 cmと大きく、普通は薄紫色で、他に白色などその色の変化が多く、時に芳香がある。側弁の基部には長い毛がある。花柱の上部は張り出してカマキリの頭形となる。雌蕊のまわりを薄褐色の雄蕊の付属体が取り囲む。距は長さ6-7 mmで太い。花弁の縁が波打つものが多い。萼片は細長く、付属体の切れ込みが目立つ。開花時期は4月上旬-5月中旬。春を過ぎると蕾を沢山つけるが、開かないで結実する閉鎖花となる。

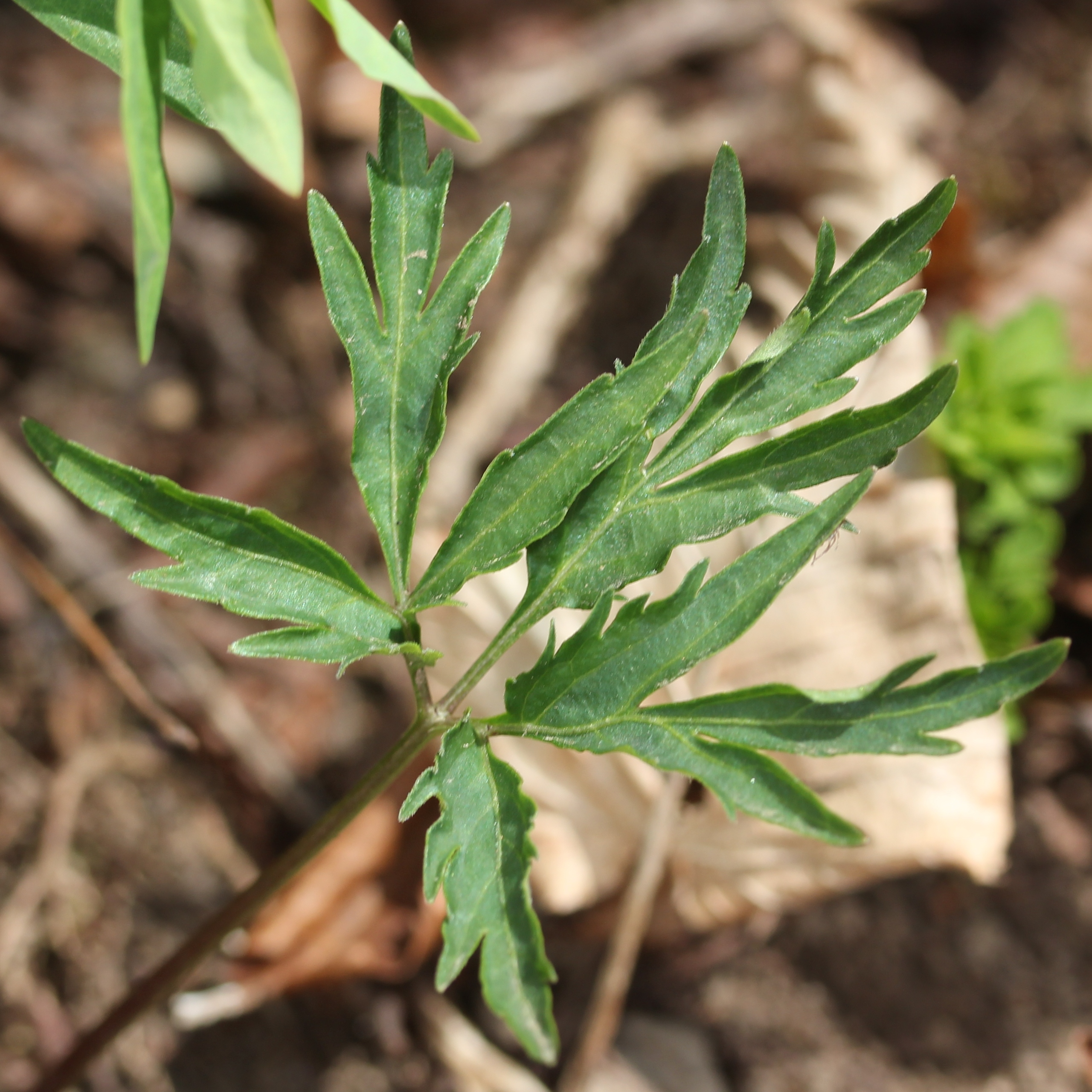
葉は3つに深裂し、各裂片には柄があり、側裂片は柄の基部から少し離れた所でさらに2回分かれ鳥足状になる
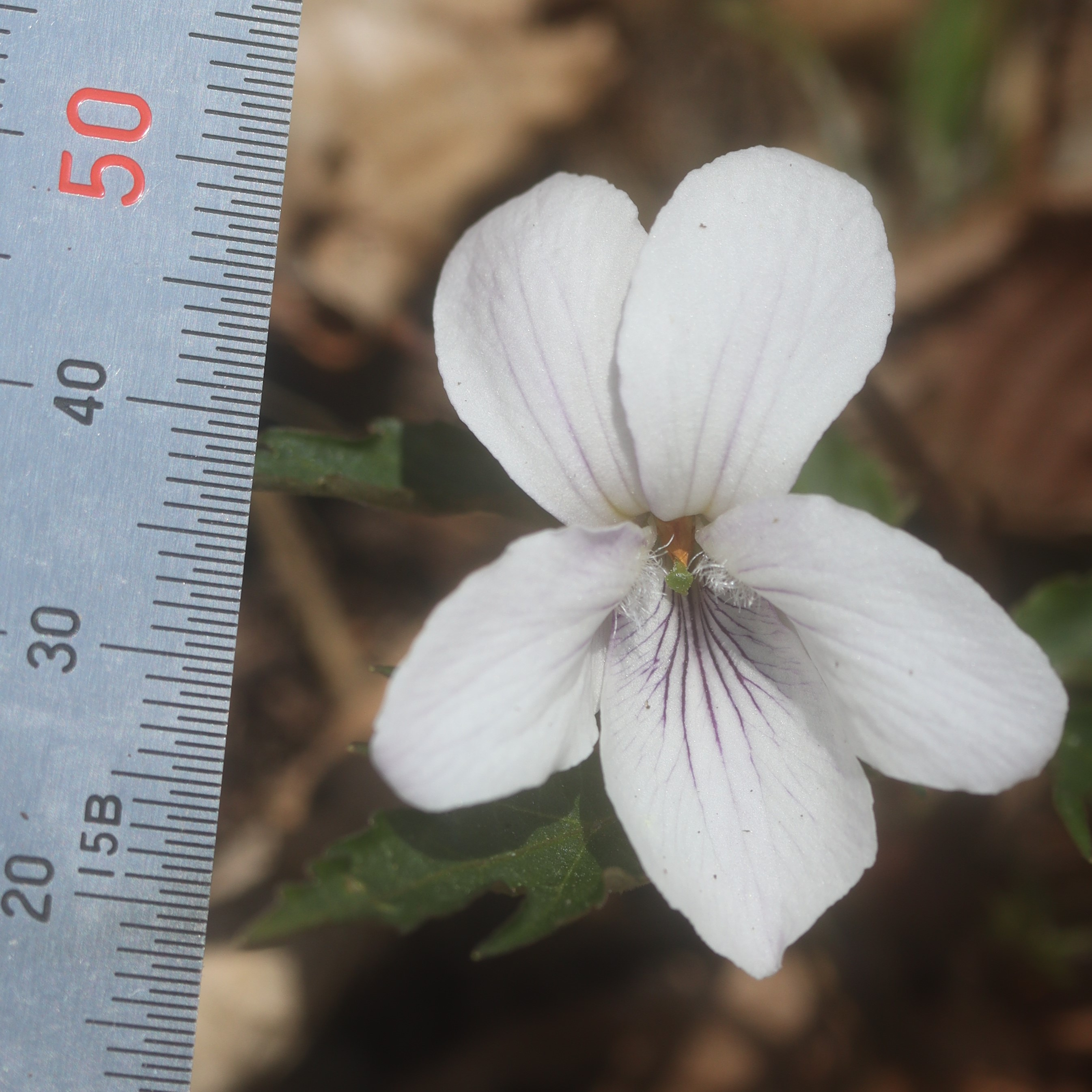
花の側弁の基部には長い毛があり、雌蕊のまわりを薄褐色の雄蕊の付属体が取り囲む
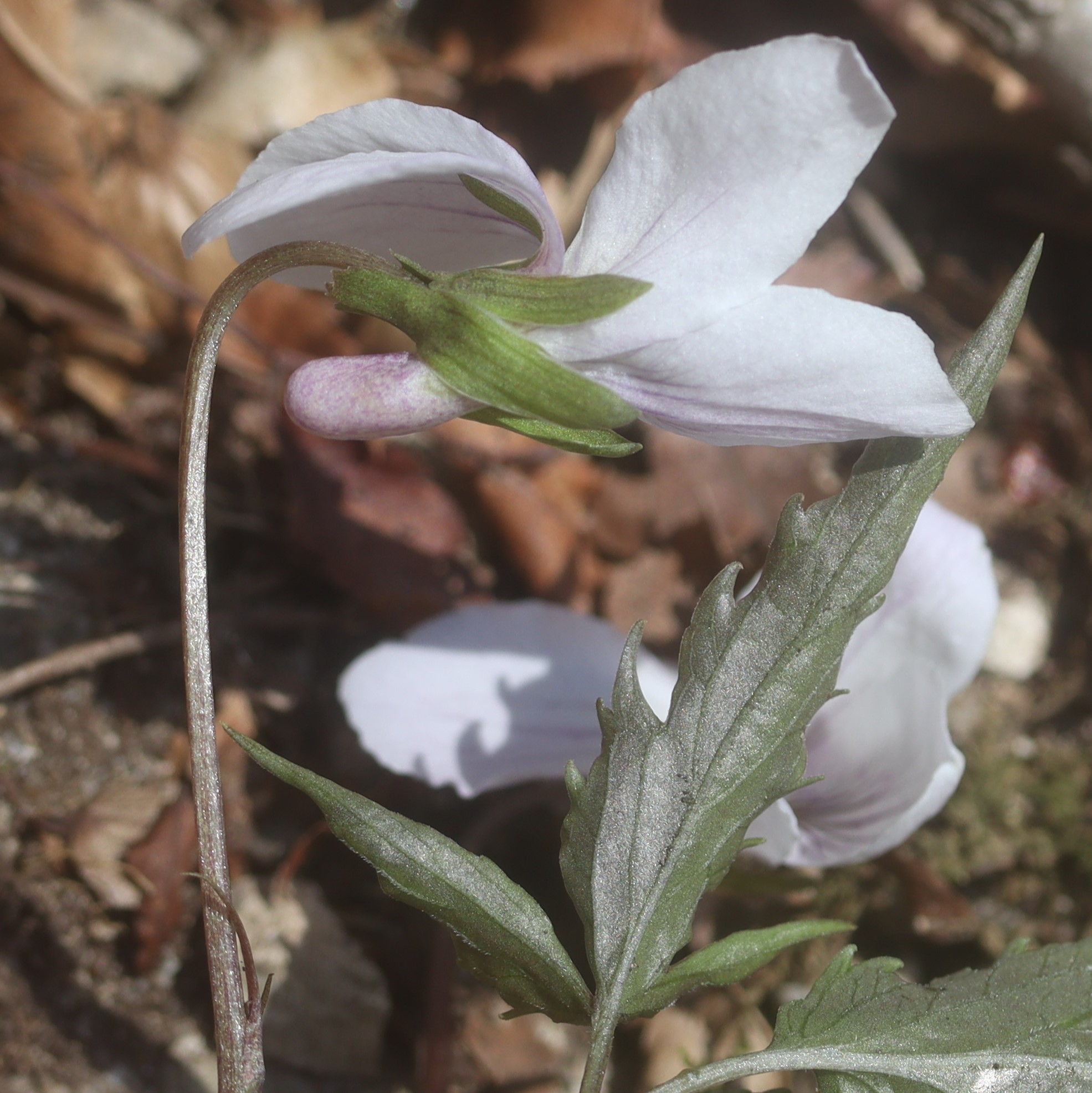
距は長さ6-7 mmで太く、萼片は細長く付属体の切れ込みが目立つ
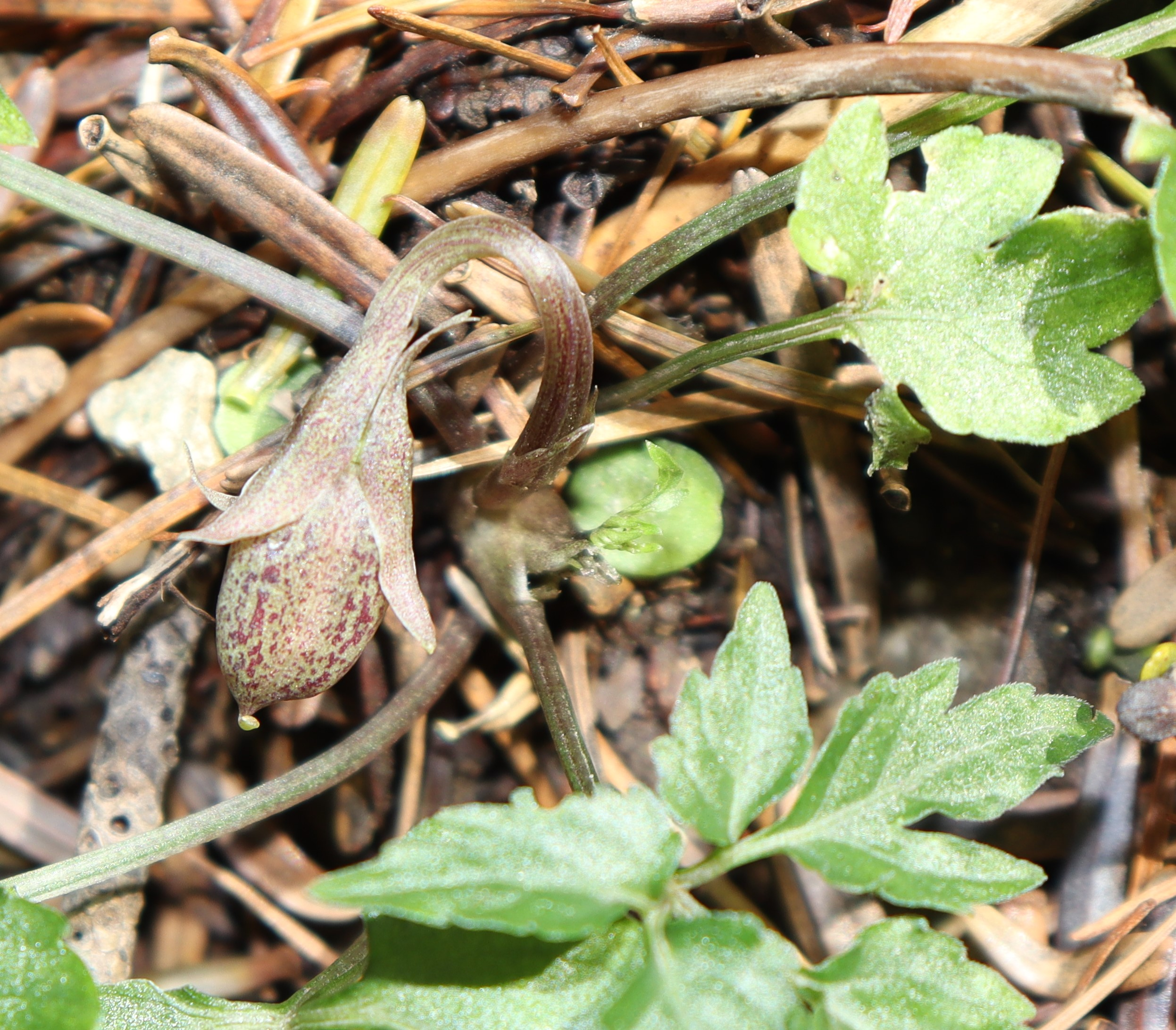
果実

## 分布と生育環境

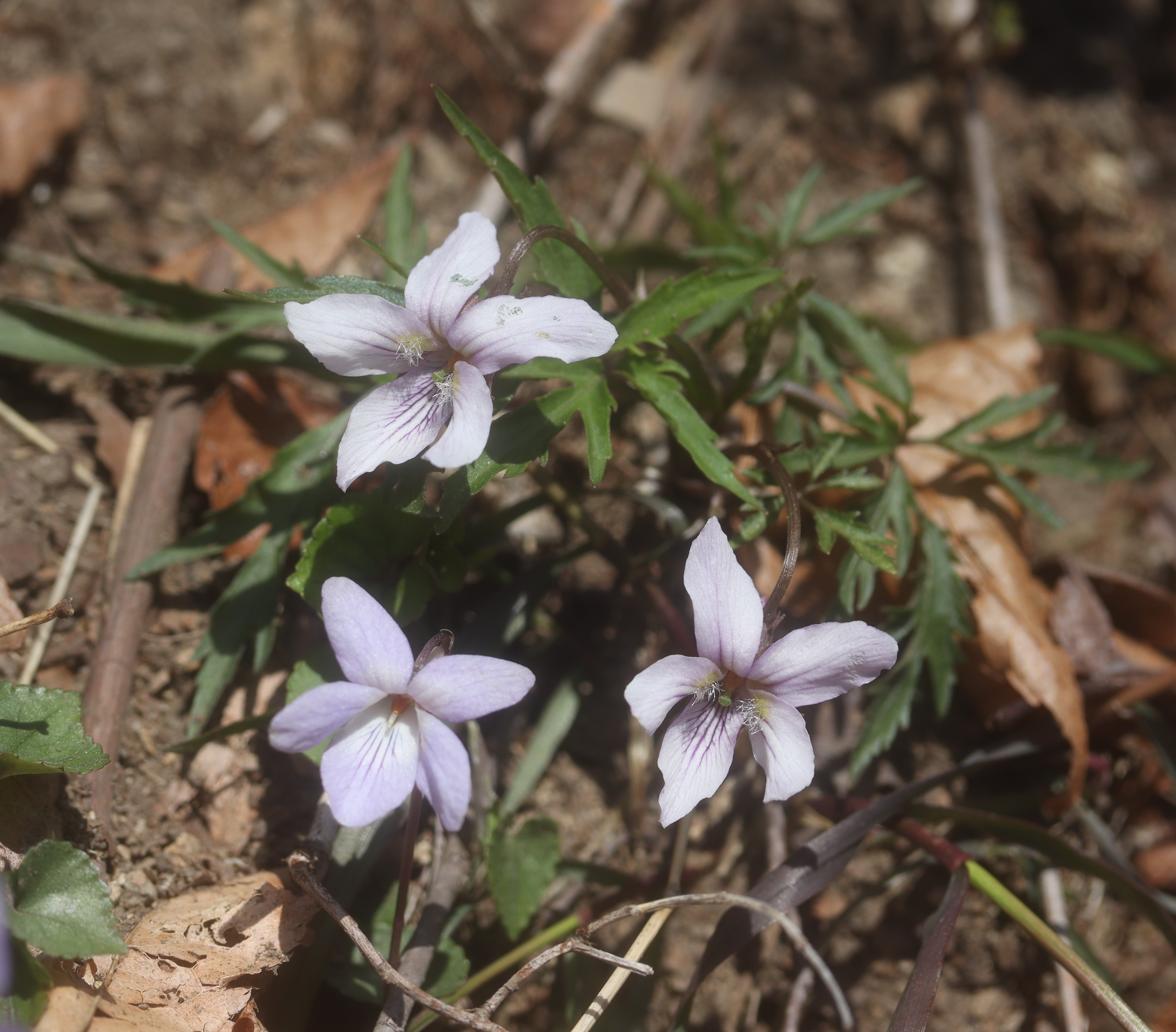
山地の林下でタチツボスミレ（左下の花）と共に生育するエイザンスミレ

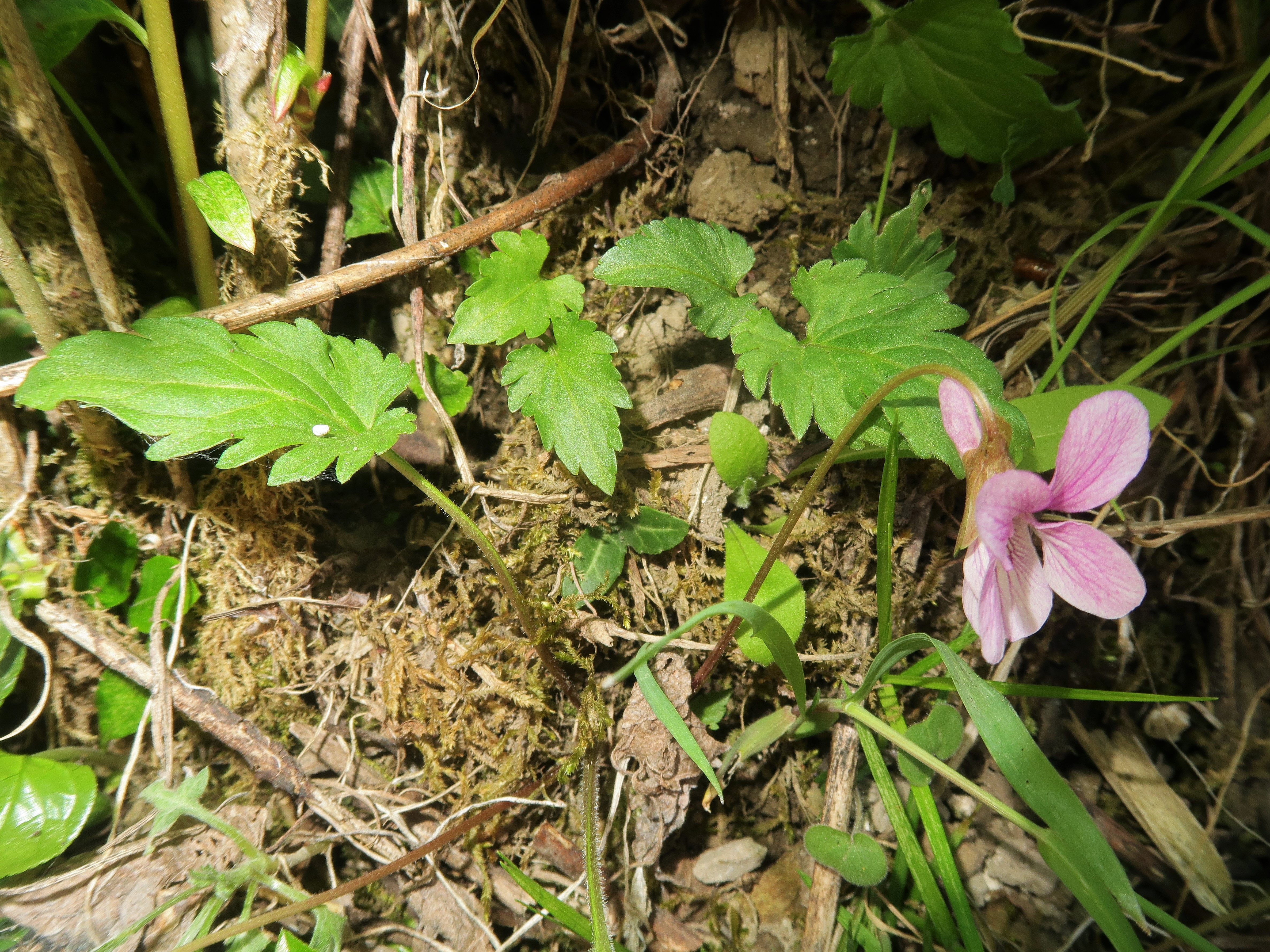
ヒトツバエゾスミレ、群馬県甘楽郡（2022年4月上旬）

日本の固有種で、本州、四国、九州に分布する。青森県が北限、南限が九州の霧島山。どちらかというと太平洋側の低山に多い。新・花の百名山の1つの御岳山を代表する花として紹介されている。
山地の林下などの半日陰に生育する。効果的な送粉者であるクロマルハナバチの女王が現れる春先の短い間に開放花生産を集中して行い、残りの資源を閉鎖花へと分配している。

## 分類
以下の変種、品種、雑種が知られている。

### 変種
- ヒトツバエゾスミレ（一葉蝦夷菫、学名：Viola eizanensis (Makino) Makino var. simplicifolia (Makino) Makino）[14] - 葉が単葉で複葉とならない。まれにエイザンスミレの中に混生する[5]。
- ナルカミスミレ（鳴神菫、学名：Viola eizanensis (Makino) Makino var. simplicifolia (Makino) Makino f. leucantha Hiyama[15]）

### 品種

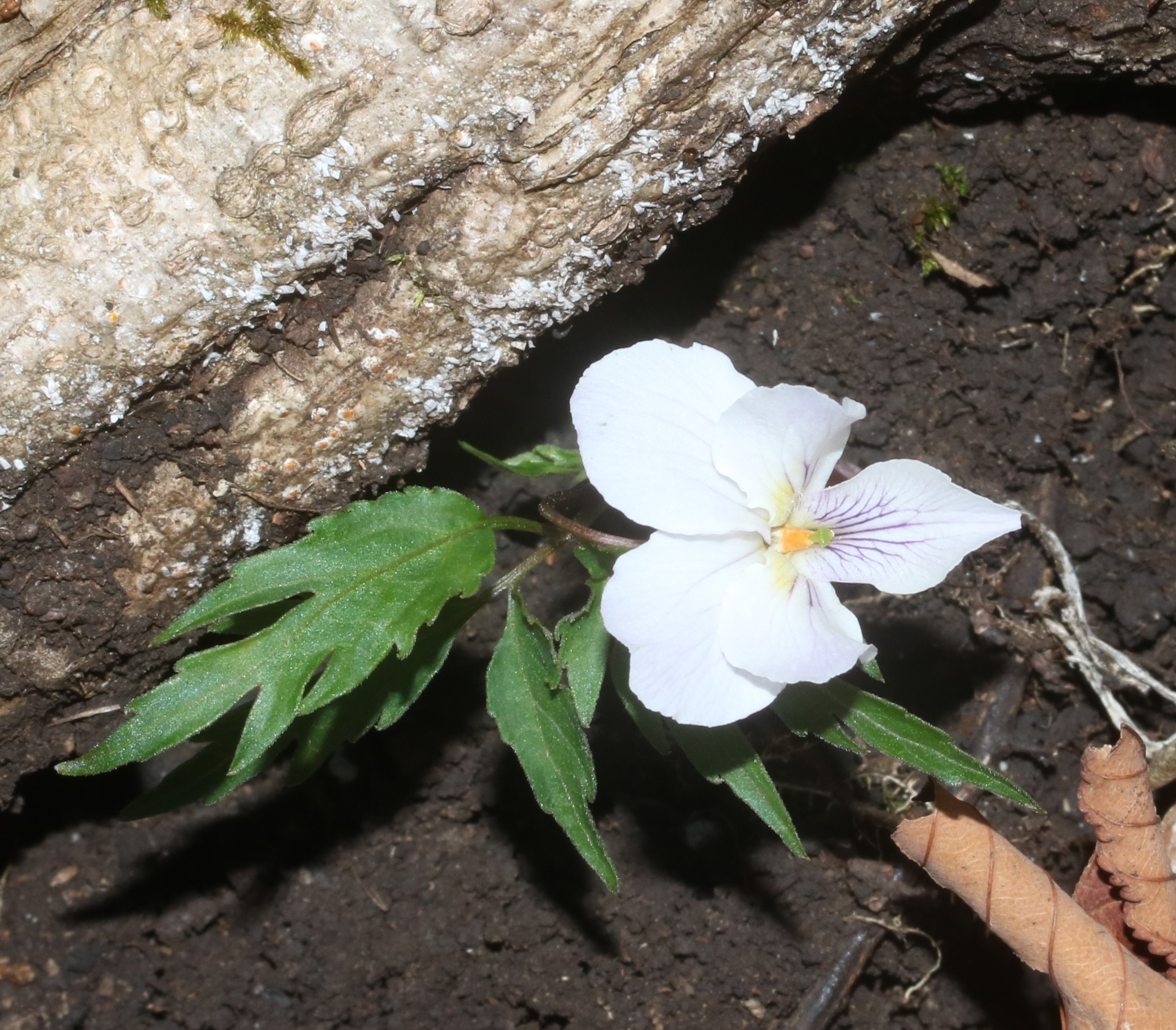
シロバナエゾスミレ（白花品種）

- シロバナエゾスミレ（白花蝦夷菫、学名：Viola eizanensis (Makino) Makino f. candida Hiyama[2]） - 白花の品種。

### 交雑種
- フギレコスミレ（斑切れ小菫、学名：Viola eizanensis (Makino) Makino x V. japonica Langsd. ex DC.[16]） - コスミレとの交雑種。
- ワカミヤスミレ（若宮菫、学名：Viola eizanensis (Makino) Makino x V. keiskei Miq.[17]） - マルバスミレとの交雑種。
- エドスミレ（江戸菫、学名：Viola eizanensis (Makino) Makino x V. mandshurica W.Becker[18]） - スミレとの交雑種[7]。江戸時代から知られていた[19]。
- フギレアカネスミレ（斑切茜菫、学名：Viola eizanensis (Makino) Makino x V. phalacrocarpa Maxim.[20]） - アカネスミレとの交雑種。
- フギレミヤマスミレ（斑切深山菫、学名：Viola eizanensis (Makino) Makino x V. selkirkii Pursh ex Goldie[21]） - ミヤマスミレとの交雑種。
- キレバノジスミレ（斑切野路菫、学名：Viola eizanensis (Makino) Makino x V. yedoensis Makino[22]） - ノジスミレとの交雑種。
- スワスミレ（諏訪菫、学名：Viola x miyajiana Koidz.[23]） - ヒカゲスミレとの交雑種[7]。長野県の諏訪で最初に見つかった[24]。
- オクタマスミレ（奥多摩菫、学名：Viola x savatieri Makino[25]） - ヒナスミレとの交雑種[7]。葉の切れ込みにエイザンスミレ、基部の湾入にヒナスミレの特長が表れている[26]。基準標本は、奥秩父山塊の三峰山のもの[26]。花期は4月中旬-5月中旬[26]。沢沿いの林縁などに生育する[26]。花のつかない株も多い[24]。

## 種の保全状況評価
日本では国レベルの環境省によるレッドリストの指定はないが、以下の都道府県でレッドリストの指定を受けている。
- 最重要希少野生生物Aランク - 青森県[11]
- 最重要保護生物（A） - 千葉県[28]
- 絶滅危惧I類 - 石川県[29]、鹿児島県[30]
- 絶滅危惧II類 - 山形県[31]、富山県[32]
- 準絶滅危惧 - 福井県[33]、京都府[34]、大阪府[35]、岡山県[36]
- その他重要種 - 滋賀県[37]